# ¡Qué noche la de aquel año!
¡Qué noche la de aquel año! fue un programa de televisión, estrenado por Televisión española el 9 de junio de 1987 y presentado por el cantante Miguel Ríos.

## Formato
El título del programa hace alusión a la popular canción de The Beatles A Hard Day's Night, que se había traducido en su momento como Qué noche la de aquel día.
A lo largo de 26 programas se hizo un repaso de la historia del pop español, desde sus orígenes a principios de los años sesenta hasta mediados de la década de los ochenta cuando se grabó el programa. Se dedicó un programa a cada año, comenzando por 1962 hasta llegar a 1987. Se recuperaron grupos y músicos que hacía tiempo se habían retirado del mundo de la canción y que gracias a esta iniciativa desfilaron por el plató del programa interpretando los temas que los habían lanzado al estrellato y que han pasado en mayor o menor medida a formar parte de la historia de la música del siglo XX en España.

## Equipo técnico
- Dirección: Ramón Pradera.
- Dirección Musical: Miguel Ríos.
- Guiones: Diego A. Manrique.
- Producción: Florencio Guerra
- Sonido: José Luis Fernández Rizo
- Edición de video: Juan Carlos Camino, Martín de Campos, Ángel J. Fernández.
- Postproducción digital: Joseba Cuadrado y Alfonso Nieto.

## Lista de éxitos
En cada edición se hizo un repaso de la lista de éxitos de los sucesivos años repasados. Los temas mencionados en cada programa fueron los siguientes:
| - 1962 1. Chubby Checker - Let's Twist Again 2. Hermanos Rigual - Cuando calienta el Sol 3. Gilbert Becaud - Et maintenant 4. Pat Boone - Speedy González 5. Marisol - Tómbola 6. Dúo Dinámico - Perdóname 7. Rosa Mary y José Guardiola - Di, papá 8. Dúo Dinámico - Balada gitana 9. Lucho Gatica - Moliendo café 10. Elvis Presley - It's now or never 11. Bobby Darin - Cuando llegue septiembre 12. Chubby Checker - Limbo Rock 13. Ray Conniff - Bésame mucho 14. Cliff Richard - The young ones 15. Manolo Escobar - El Porompompero 16. Connie Francis - Linda muchachita 17. Enrique Montoya - Esperanza 18. Paul Anka - Quiéreme muy fuerte 19. Paquito Jerez - En un bote de vela 20. Ricky Nelson - Hello Mary Lou - 1963 1. Françoise Hardy - Todos los chicos y chicas 2. Enrique Guzmán - Dame felicidad 3. Eydie Gormé - Cúlpale a la bossa nova 4. Adriano Celentano - Preghero 5. Rita Pavone - Cuore 6. Sor Sonrisa - Dominique 7. Luis Aguilé - Dile 8. West Side Story - Maria 9. Sylvie Vartan - El ritmo de la lluvia 10. The Beatles - She Loves You 11. Enrique Guzmán - Cien kilos de barro 12. The Blue Diamonds - Sukiyaki 13. Nico Fidenco - Legata a un granello di sabbia 14. The Tornados -Telstar 15. Elvis Presley - Return to Sender 16. Little Eva - The Loco-Motion 17. Petula Clark - Chariot 18. Los TNT - 500 millas 19. Johnny Hallyday - Da Dou Ron Ron 20. Ray Charles - What'd I say - 1964 1. Gigliola Cinquetti - No tengo edad 2. Les Surfs - Tú serás mi baby 3. Alain Barriere - Ma vie 4. The Beatles - A hard day's night 5. Charles Aznavour - La Mamma 6. Mina Mazzini - Ciudad solitaria 7. Gino Paoli - Sapore di sale 8. Les Surfs - Ahora te puedes marchar 9. The Beatles - Twist and Shout 10. Sylvie Vartan - Si canto 11. Trini López - If I had a hammer 12. Mikaela - El toro y la luna 13. Sylvie Vartan - La plus belle pour aller danser 14. Luis Aguilé - Fanny 15. Charles Aznavour - Et pourtant 16. Mike Ríos - ¡Oh, mi señor! 17. Los Pekenikes - Los cuatro muleros 18. Wilma Goich - He sabido que te amaba 19. Nico Fidenco - Contigo en la playa 20. The Animals - The house of the rising sun - 1965 1. Jimmy Fontana - El mundo 2. Johnny & Charley - La Yenka 3. Los Brincos - Flamenco 4. France Gall - Poupée de cire, poupée de son 5. Karina - Me lo dijo Pérez 6. Conchita Velasco - Chica ye ye 7. Petula Clark - Downtown 8. Charles Aznavour - Venecia sin ti 9. The Rolling Stones - (I can't get no) Satisfaction 10. The Beatles - Help! 11. Los Brincos - Borracho 12. Salvatore Adamo - Mis manos en tu cintura 13. Familia Telerín - Vamos a la cama 14. The Beatles - Ticket to ride 15. Guy Mardel - Jamás, jamás 16. Pino Donaggio - Yo que no vivo sin ti 17. Los Sírex - Si yo tuviera una escoba 18. Dúo Dinámico - Esos ojitos negros 19. Los Quandos - El Quando 20. Tom Jones - It's Not Unusual - 1966 1. Los Bravos - Black is black 2. Raphael - Yo soy aquel 3. Frank Sinatra - Strangers in the Night 4. Christophe - Aline 5. The Beatles - Yesterday 6. Hervé Villard - Capri c'est fini 7. Los Brincos - Un sorbito de champagne 8. Luis Aguilé - Juanita Banana 9. The Beatles - Yellow submarine 10. Caterina Caselli - Ninguno me puede juzgar 11. Nancy Sinatra - These Boots Are Made for Walkin' 12. Los Brincos - Mejor 13. The Beatles - Michelle 14. Los Pekenikes - Hilo de seda 15. Sandie Shaw - Mañana 16. The Mamas & The Papas - Monday, Monday 17. Dúo Dinámico - Como ayer 18. Roy Etzel - El silencio 19. Raphael - El tamborilero 20. Marisol - El cochecito - 1967 1. Sandie Shaw - Puppet on a String 2. Richard Anthony - Aranjuez, mon amour 3. Los Brincos - Lola 4. Los Bravos - La moto 5. Juan y Junior - La caza 6. Procol Harum - A whiter shade of pale 7. Four Tops - Reach out, I'll be there 8. Los Bravos - Los chicos con las chicas 9. Scott McKenzie - San Francisco 10. Juan y Junior - Nos falta fe 11. Massiel - ¡Aleluya! 12. The Beatles - All you need is love 13. Raphael - Hablemos del amor 14. The Beach Boys - Good Vibrations 15. Bee Gees - Massachusetts 16. Michel Polnareff - Love me please, love me 17. The New Vaudeville Band - Winchester Cathedral 18. The Beatles - Sgt. Pepper's Lonely Hearts Club Band 19. Palito Ortega - La felicidad 20. Joan Manuel Serrat - Canço de matinada - 1968 1. Massiel - La, la, la 2. Tom Jones - Delilah 3. Cliff Richard - Congratulations 4. The Beatles - Hey Jude 5. Los Canarios - Get On Your Knees 6. Juan y Junior - Anduriña 7. Pic-Nic - Cállate, niña 8. Mary Hopkin - Qué tiempo tan feliz 9. Los Bravos - Bring a Little Lovin' 10. Miguel Ríos - El río 11. Julio Iglesias - La vida sigue igual 12. Karina - Romeo y Julieta 13. Luis Aguilé - Cuando salí de Cuba 14. Pop Tops - Oh Lord, why Lord 15. Tommy James & The Shondells - Mony, Mony 16. The Moody Blues - Nights in white satin 17. Patty Pravo - La bámbola 18. The Bar-Kays - Soul Finger 19. The Rolling Stones - Jumping Jack Flash 20. Los Ángeles - Mañana, mañana - 1969 1. Los Payos - María Isabel 2. Karina - Las flechas del amor 3. Matt Monro - Alguien cantó 4. Barry Ryan - Eloíse 5. The Archies - Sugar, Sugar 6. Miguel Ríos - Himno a la alegría 7. Fórmula V - Cuéntame 8. Joan Manuel Serrat - Cantares 9. Víctor Manuel - Paxarinos 10. The Beatles - Ob-La-Di, Ob-La-Da 11. Mike Kennedy - La lluvia 12. Matt Monro - No puedo quitar mis ojos de ti 13. Jean-Jacques Bertolai - Mamá 14. Nuestro Pequeño Mundo - Sinner man 15. Georgie Dann - Casatschok 16. Voces Amigas - Canta con nosotros 17. Fórmula V - Tengo tu amor 18. Elvis Presley - In the Ghetto 19. The Beatles - Get back 20. Nada - Hace frío ya | - 1970 1. Los Diablos - Un rayo de sol 2. Shocking Blue - Venus 3. Simon & Garfunkel - Bridge over troubled water 4. Mungo Jerry - In the summertime 5. Julio Iglesias - Gwendolyne 6. Santana - Jingo 7. The Beatles - Let it be 8. Módulos - Todo tiene su fin 9. Andrés do Barro - Corpiño xeitoso 10. Christie - Yellow river 11. Joan Manuel Serrat - Como un gorrión 12. Simon & Garfunkel - Cecilia 13. Nino Bravo - Te quiero, te quiero 14. Kerouacs - Isla de Wight 15. María Ostiz - N'a veiriña do mar 16. Led Zeppelin - Whole lotta love 17. Víctor Manuel - Quiero abrazarte tanto 18. Shocking Blue - Never marry a railroad man 19. Mari Trini - Cuando me acaricias 20. Agua Viva - Poetas andaluces - 1971 1. Tony Ronald - Help! Ayúdame 2. George Harrison - My sweet lord 3. José Feliciano - ¿Qué será? 4. Peret - Borriquito 5. Pop Tops - Mamy Blue 6. Los Diablos - Fin de semana 7. Joan Manuel Serrat - Fiesta 8. Middle of the Road - Chirpy Chirpy Cheep Cheep 9. Andy Williams - Love story 10. Danyel Gérard - Butterfly 11. Danny & Donna - El vals de las mariposas 12. The Dawn - Candida 13. Christie - San Bernardino 14. Paul McCartney - Another day 15. Domenico Modugno - La lontananza 16. Lynn Anderson - Rose Garden 17. Carole King - You've got a friend 18. The Rolling Stones - Brown sugar 19. Pedro Ruy-Blas - A los que hirió el amor 20. Lee Marvin - Wand'rin star - 1972 1. Camilo Sesto - Algo de mí 2. Andy Williams - El padrino 3. Mari Trini - Yo no soy esa 4. Gilbert O'Sullivan - Alone again (Naturally) 5. Jeanette - Soy rebelde 6. Joan Manuel Serrat - Mediterráneo 7. Demis Roussos - When I am a kid 8. Hot Butter - Popcorn 9. John Lennon - Imagine' 10. Micky - El chico de la armónica 11. Redbone - The witch queen of New Orle'ans 12. Giorgio - Son of my father 13. Tony Christie - Is this the way to Amarillo 14. Harry Nilsson - Without you 15. America - A horse with no name 16. Los Diablos - Oh, oh, July 17. Daniel Boone - Beautiful Sunday 18. El violinista en el tejado - If I were a rich man 19. Tony Ronald - I love you baby 20. La Compañía - El soldadito - 1973 1. Nino Bravo - América, América 2. Camilo Sesto - Amor..., amar 3. Fórmula V - Eva María 4. Santa Bárbara - Charly 5. Mocedades - Eres tú 6. Demis Roussos - Velvet mornings 7. Nino Bravo - Libre 8. Roberto Carlos - El gato que está triste y azul 9. Albert Hammond - It never rains on southern California 10. Emilio José - Soledad 11. Deodato - Así hablo Zaratustra 12. Roberta Flack - Killing me softly 13. Manolo Escobar - Y viva España 14. Suzi Quatro - Can the can 15. Gilbert O'Sullivan - Clair 16. Elton John - Daniel 17. Lucio Battisti - Il mio canto libero 18. The Dawn - Tie a yellow ribbon 19. Carly Simon - You're so vain 20. Wings - My love - 1974 1. Las Grecas - Te estoy amando locamente 2. Love Unlimited Orchestra - Love's theme 3. Mocedades - Tómame o déjame 4. Camilo Sesto - Ayudadme 5. Roberto Carlos - La distancia 6. MFSB - The sound of Philadelphia 7. Fórmula V - La fiesta de Blas 8. George McCrae - Rock your baby 9. Juan Bau - La estrella de David 10. Mike Oldfield - Tubular bells 11. Peret - Canta y sé feliz 12. Los Diablos - Acalorado 13. Vicente Fernández - Volver, volver 14. Suzi Quatro - 48 Crash 15. ABBA - Waterloo 16. The Rolling Stones - Angie 17. Danny Daniel - Por el amor de una mujer 18. Demis Roussos - Someday, somewhere 19. James Brown - Sex machine 20. The Sweet - Ballroom blitz - 1975 1. Riccardo Cocciante - Bella sin alma 2. Manolo Otero - Todo el tiempo del mundo 3. Georgie Dann - El bimbó 4. Camilo Sesto - Melina 5. Barry White - You're the first, my last, my everything 6. Paco de Lucía - Entre dos aguas 7. Jesucristo Superstar - Jesus Christ Superstar 8. Camilo Sesto - ¿Quieres ser mi amante? 9. Desmadre 75 - Saca el güisqui, cheli 10. Gloria Gaynor - Never Can Say Goodbye 11. Morris Albert - Feelings 12. Juan Carlos Calderón - Bandolero 13. Cecilia - Un ramito de violetas 14. Paper Lace - The night Chicago died 15. Sergio y Estíbaliz - Tú volverás - 1976 1. Sandro Giacobbe - El jardín prohibido 2. Albert Hammond - Échame a mi la culpa 3. Lolita Flores - Amor, amor 4. Silver Convention - Fly, robin, fly 5. Miguel Gallardo - Hoy tengo ganas de ti 6. Camilo Sesto - Jamás 7. Brotherhood of Man - Save Your Kisses for Me 8. Bob Dylan - Hurricane 9. Fernando Esteso - La Ramona 10. La Charanga del Tío Honorio - Hay que laválo 11. ABBA - Fernando 12. Tina Charles - I Love to Love 13. Jarcha - Libertad sin ira 14. Pepe da Rosa - Los cuatro detectives 15. Pablo Abraira - O tú, o nada - 1977 1. Boney M - Daddy Cool 2. The Eagles - Hotel California 3. Miguel Bosé - Linda 4. Pablo Abraira - Gavilán o paloma 5. Laurent Voulzy - Rockollection 6. Al Stewart - Year of the cat 7. The Manhattan Transfer - Cuéntame 8. Carlos Mejía Godoy y Los De Palacagüina - Son tus perjúmenes mujer 9. Chicago - If you leave me now 10. Supertramp - Even in the quietest moments... 11. Baccara - Yes Sir, I Can Boogie 12. Boney M - Ma Baker 13. Raffaella Carrá - Fiesta 14. Micky - Enséñame a cantar 15. Peter Frampton - Show me the way - 1978 1. Bee Gees - Stayin' Alive 2. Umberto Tozzi - Te amo 3. John Travolta y Olivia Newton-John - You're the one that I want (Grease) 4. Boney M - Rivers of Babylon 5. Richard Clayderman - Ballade pour Adeline 6. Daniel Magal - Cara de gitana 7. Bonnie Tyler - It's a heartache 8. Matia Bazar - Sólo tú 9. Elsa Baeza - Credo 10. Los Amaya - Vete 11. Café Creme - Unlimited citations 12. Laredo - El último guateque 13. Rocío Dúrcal - Fue tan poco tu cariño 14. Miguel Bosé - Anna 15. Santana - Flor de luna - 1979 1. Rod Stewart - Da Ya Think I'm Sexy? 2. Supertramp - Breakfast in America 3. Patrick Hernández - Born to be alive 4. Víctor Manuel - Sólo pienso en ti 5. Bee Gees - Too much heaven 6. Village People - Y.M.C.A. 7. Los Pecos - Acordes 8. Ana Belén - Agapimú 9. ABBA - Chiquitita 10. Miguel Bosé - Super Superman 11. Electric Light Orchestra - Shine a little love 12. José Luis Perales - Me llamas 13. Gloria Gaynor - I Will Survive 14. Triana - Sombra y luz 15. Jackson Browne - Stay | - 1980 1. Buggles - Video Killed the Radio Star 2. Julio Iglesias - Hey 3. Pink Floyd - Another Brick in the Wall 4. Olivia Newton-John - Xanadú 5. Los Pecos - Háblame de ti 6. Bob Dylan - Man Gave Names to All the Animals 7. The Police - Message in a bottle 8. Miguel Bosé - Bravo muchachos 9. Sugarhill Gang - Rapper's delight 10. Boney M - El Lute 11. Bob Marley - Could you be loved 12. Village People - Can't Stop the Music 13. Triana - Un encuentro 14. Miguel Ríos - Santa Lucía 15. Tequila - Dime que me quieres - 1981 1. Julio Iglesias - De niña a mujer 2. Joan Manuel Serrat - Esos locos bajitos 3. Orquesta Mondragón - Caperucita feroz 4. John Lennon - (Just like) Starting over 5. Barbra Streisand - Woman in love 6. Pino D'Angiò - Ma quale idea 7. José Luis Perales - Te quiero 8. Juan Pardo - No me hables 9. Electric Light Orchestra - Hold on tight 10. Robert Palmer - Johnny and Mary 11. Kim Carnes - Bette Davis Eyes 12. Gilbert O'Sullivan - What's in a kiss 13. Orchestral Manoeuvres In The Dark - Enola Gay 14. Mecano - Hoy no me puedo levantar 15. Lio - Amoreux solitaires - 1982 1. Miguel Ríos - Bienvenidos 2. Mecano - Me colé en una fiesta 3. Nikka Costa - On my own 4. The Alan Parsons Project - Eye in the Sky 5. Mocedades - Amor de hombre 6. Imagination - Just an illusion 7. Orchestral Manoeuvres In The Dark - Souvenir 8. Los Pecos - Que no lastimen a tu corazón 9. Paloma San Basilio - Juntos 10. Julio Iglesias - No me vuelvo a enamorar 11. Alaska y los Pegamoides - Bailando 12. Paul McCartney y Stevie Wonder - Ebony and ivory 13. The Human League - Don't you want me 14. Orquesta Mondragón - Bésame tonta 15. Barón Rojo - Resistiré - 1983 1. Irene Cara - What a Feeling 2. Mike Oldfield - Moonlight Shadow 3. The Police - Every Breath You Take 4. La Trinca - Quesquesé se merdé 5. Joan Manuel Serrat - Cada loco con su tema 6. Musical Youth - Pass the Dutchie 7. Irene Cara - Fame 8. Miguel Ríos - Rock de una noche de verano 9. Tino Casal - Embrujada 10. Eddy Grant - I don't wanna dance 11. Rod Stewart - Baby Jane 12. David Bowie - Let's dance 13. Gazebo - I like Chopin 14. Eurythmics - Sweet Dreams (Are Made of This) 15. Daryl Hall & John Oates - Maneater - 1984 1. Michael Jackson - Thriller 2. Stevie Wonder - I Just Called to Say I Love You 3. La Unión - Lobo-hombre en París 4. Lionel Richie - All Night Long (All Night) 5. Julio Iglesias y Diana Ross - All of you 6. Ana Belén - Solo le pido a Dios 7. Michael Jackson y Paul McCartney - Say, say, say 8. Miguel Bosé - Sevilla 9. Alphaville - Big in Japan 10. Frankie Goes To Hollywood - Relax 11. Break Machine - Street Dance 12. Queen - I Want to Break Free 13. Tina Turner - What's love got to do with it? 14. Culture Club - The war song 15. Prince - Purple Rain - 1985 1. Alaska y Dinarama - Cómo pudiste hacerme esto a mí 2. Dire Straits - Brothers in Arms 3. USA for Africa - We are the World 4. Stevie Wonder - Part-Time Lover 5. Opus - Live is Life 6. Madonna - Like a Virgin 7. Limahl - Never ending story 8. Videokids - Woodpeckers from space 9. Miguel Bosé - Amante bandido 10. Ray Parker Jr. - Ghostbusters 11. Baltimora - Tarzan Boy 12. Hombres G - Venezia 13. Duran Duran - The Wild Boys 14. Eurythmics - There Must Be an Angel (Playing with My Heart) 15. A-Ha - Take on me - 1986 1. Ana Belén y Víctor Manuel - La puerta de Alcalá 2. Jennifer Rush - The power of love 3. Mecano - Cruz de navajas 4. Modern Talking - Brother Louie 5. Hombres G - El ataque de las chicas cocodrilo 6. Lionel Richie - Say You, Say Me 7. Spagna - Easy lady 8. Wax - Right between the eyes 9. Madonna - Papa Don't Preach 10. Eartha Kitt - This is my life 11. Queen - A Kind of Magic 12. Bruce Springsteen - Born in the USA 13. Talking Heads - Wild Wild Life 14. Alaska y Dinarama - ¿A quién le importa? 15. Katrina & The Waves - Sun Street - 1987 1. The Communards - Don't Leave Me This Way 2. U2 - With or Without You 3. Europe - The Final Countdown 4. Desireless - Voyage, voyage 5. Julio Iglesias - Un hombre solo 6. Mecano - No es serio este cementerio 7. Joaquín Sabina - Así estoy yo sin ti 8. Hombres G - Una mujer de bandera 9. Duncan Dhu - Cien gaviotas 10. Joan Manuel Serrat - Bienaventurados 11. Michael Jackson - Bad 12. Nana Mouskouri - Libertad 13. The Bangles - Walk Like an Egyptian 14. Madonna - True blue 15. Orquesta Mondragón - Ellos las prefieren gordas |

## Artistas invitados
- 12 de junio de 1987 - 1962
  - Enrique Guzmán
- 23 de junio de 1987 - 1963
  - Micky y los Tonys
- 30 de junio de 1987 - 1964
  - El Dúo Dinámico
- 7 de julio de 1987 - 1965
  - Los Bravos
- 14 de julio de 1987 - 1966
  - Estudiantes
- 21 de julio de 1987 - 1967 - 1968
  - Massiel
- 4 de agosto de 1987 - 1969 - 1970
  - Tony Ronald
- 1 de septiembre de 1987- 1971
  - María del Mar Bonet
  - Joan Manuel Serrat
- 8 de septiembre de 1987 - 1972 - 1973
  - Rosa León
  - Víctor Manuel
- 22 de septiembre de 1987 - 1974 - 1975
  - Paco de Lucía
- 29 de septiembre de 1987 - 1976 - 1977
  - Duncan Dhu
  - Los Rebeldes
- 6 de octubre de 1987 - 1978 - 1979
  - Ramoncín
  - Kiko Veneno
- 13 de octubre de 1987 - 1980
  - Nacha Pop
  - Los Secretos
- 20 de octubre de 1987 (1981)
  - La Orquesta Mondragón
  - Loquillo y los Trogloditas
- 27 de octubre de 1987 (1982)
  - Barón Rojo
  - Mecano
- 3 de noviembre de 1987 (1983)
  - Ilegales
  - Luz Casal
  - Alaska y Dinarama
- 10 de noviembre de 1987 - 1984
  - Radio Futura
- 17 de noviembre de 1987 - 1985
  - Gabinete Caligari
- 24 de noviembre de 1987 - 1986
  - Joaquín Sabina
  - El Último de la Fila
- 1 de diciembre de 1987 - 1987
  - Martirio
  - Rey Lui
  - La Frontera
- 8 de diciembre de 1987 - 1987
  - Los Toreros Muertos
  - Los Ronaldos
  - Danza Invisible

## Premios y distinciones
- Premio Ondas (Nacionales de Televisión).

Fue considerado por el Grupo Joly uno de los cien mejores programas de la historia de la televisión en España.